# Xie Qihua
Xie Qihua (chinesisch 谢企华; geboren 1943 in Shanghai) ist eine chinesische Managerin und bis 2007 Geschäftsführerin des chinesischen Stahlkonzerns Baosteel. Unter ihrer Leitung wurde Baosteel zum größten Stahlproduzenten Chinas und zu einem der größten weltweit. Sie gehörte zu einer Gruppe von sehr wenigen weiblichen Topmanagern Chinas und aufgrund ihrer Bedeutung wurde sie mit Spitznamen wie „Iron Lady“, „Woman of Steel“ oder „Steel Queen“ bezeichnet. Im November 2005 wurde Xie Qihua auf Rang 14 der 100 World’s Most Powerful Woman des Wirtschaftsmagazins Forbes eingestuft.

## Leben und Werk
Xie absolvierte ihr Ingenieursstudium an der Tsinghua-Universität in Peking, wo sie 1978 ihren Abschluss machte. Sie arbeitete bei Shaanxi Steel und wechselte 1978 zu Baoshan Iron and Steel Corporation, dem späteren Baosteel. Hier leitete sie zunächst die Technologieabteilung und stieg danach über mehrere Positionen bis zur Geschäftsführung auf. Von 1994 bis 1998 war sie stellvertretende Geschäftsführerin der Baoshan Iron and Steel Corporation und sie behielt diese Position auch nach der Gründung der Baosteel Group im Jahr 1998 bis 2003. Seit 2000 war sie zudem Vorstandsvorsitzender und 2003 wurde sie Vorsitzende des Verwaltungsrates sowie leitende Geschäftsführerin des Konzerns. Im gleichen Jahr wurde sie von der chinesischen Regierung mit dem Nationalpreis als Wirtschaftsfrau des Jahres ausgezeichnet. Politisch aktiv war sie als beratendes Mitglied des 15. und 16. Zentralkomitees der Kommunistischen Partei Chinas von 1997 bis 2007.
Unter der Leitung von Xie wurde Baosteel aus der Baoshan Iron and Steel Corporation im Zusammenschluss mit anderen chinesischen Stahlunternehmen wie der Shanghai Metallurgical Holding Group Corporation und dem Unternehmen Shanghai Meishan Group aufgebaut und konnte so die Asienkrise zum Ende der neunziger Jahre relativ gut überstehen. 2001 bildete Baosteel eine strategische Allianz mit der Capital Iron and Steel Company und der Wuhan Iron und Steel Company und wurde damit zwölftgrößter Stahlproduzent der Welt mit mehr als 10 Millionen Tonnen Stahlproduktion pro Jahr. 2004 unterzeichnete Baosteel eine Vereinbarung mit Arcelor und dem brasilianischen Bergbauunternehmen Companhia Vale do Rio Doce zum gemeinsamen Bau einer Stahlproduktionsanlage in Brasilien. Dabei handelte es sich mit 8 Milliarden US-Dollar Finanzierung um das bis dahin größte direkte Investment Chinas nach Übersee und zugleich der Start der internationalen Aktivitäten der chinesischen Stahlindustrie. Über die Jahre wurde die Stahlproduktion des Konzerns auf 22 Millionen Tonnen verdreifacht mit einem Umsatz von mehr als 22 Milliarden US$. Baosteel wurde unter ihrer Leitung zum fünftgrößten Stahlunternehmen weltweit. Zugleich wurde das Personal von 196.000 auf etwa 90.000 verringert. und Baosteel wurde zum größten Produzenten von Autostahlblechen weltweit.
Zu Beginn des Jahres 2007 gab Xie Qihua die Leitung von Baosteel an ihren Nachfolger Xu Leijiang ab, der bis dahin das Tochterunternehmen Baoshan Iron and Steel leitete. Kurz nach ihrem Rücktritt wurde sie in die Leitung der britischen Standard Chartered Bank eingestellt, um eine neu gegründete Dependance in China mit aufzubauen.

## Auszeichnungen (Auswahl)
- Nationalpreis als Wirtschaftsfrau des Jahres 2003
- #14 in The World’s 100 Most Powerful Women, Forbes 2005[7]

## Belege
1. 1 2 3 4  „Xie Qihua.“ In: Wenxian Zhang, Ilan Alon: Biographical Dictionary of New Chinese Entrepreneurs and Business Leaders. Edward Elgar Publishing, 2009; S. 206. (Google Books).
2. 1 2  Georg Blume,: Genossin Manager. Emma 4/2005, emma.de 1. Juli 2005; abgerufen am 12. Dezember 2019.
3. ↑  Xie Qihua bei chinavitae.com, abgerufen am 12. Dezember 2019.
4. 1 2  Shu-Ching Jean Chen: China's Iron Lady Stepping Down. forbes.com, 16. Januar 2007; abgerufen am 12. Dezember 2019.
5. 1 2 3  „Eiserne Lady“ formte Stahlriesen: Baosteel-Chefin Xie Qihua tritt überraschend ab. Handelsblatt, 18. Januar 2007; abgerufen am 12. Dezember 2019.
6. ↑  Standard Chartered Hires Xie Qihua. In: The Wall Street Journal 5. April 2007; abgerufen am 12. Dezember 2019.
7. ↑  #14: Xie Qihua auf forbes.com, November 2005; abgerufen am 12. Dezember 2019.

| Personendaten    | Personendaten                             |
| ---------------- | ----------------------------------------- |
| NAME             | Xie Qihua                                 |
| ALTERNATIVNAMEN  | 谢企华 (chinesisch)                       |
| KURZBESCHREIBUNG | chinesische Ingenieurin und Unternehmerin |
| GEBURTSDATUM     | 1943                                      |
| GEBURTSORT       | Shanghai                                  |